# Романдия

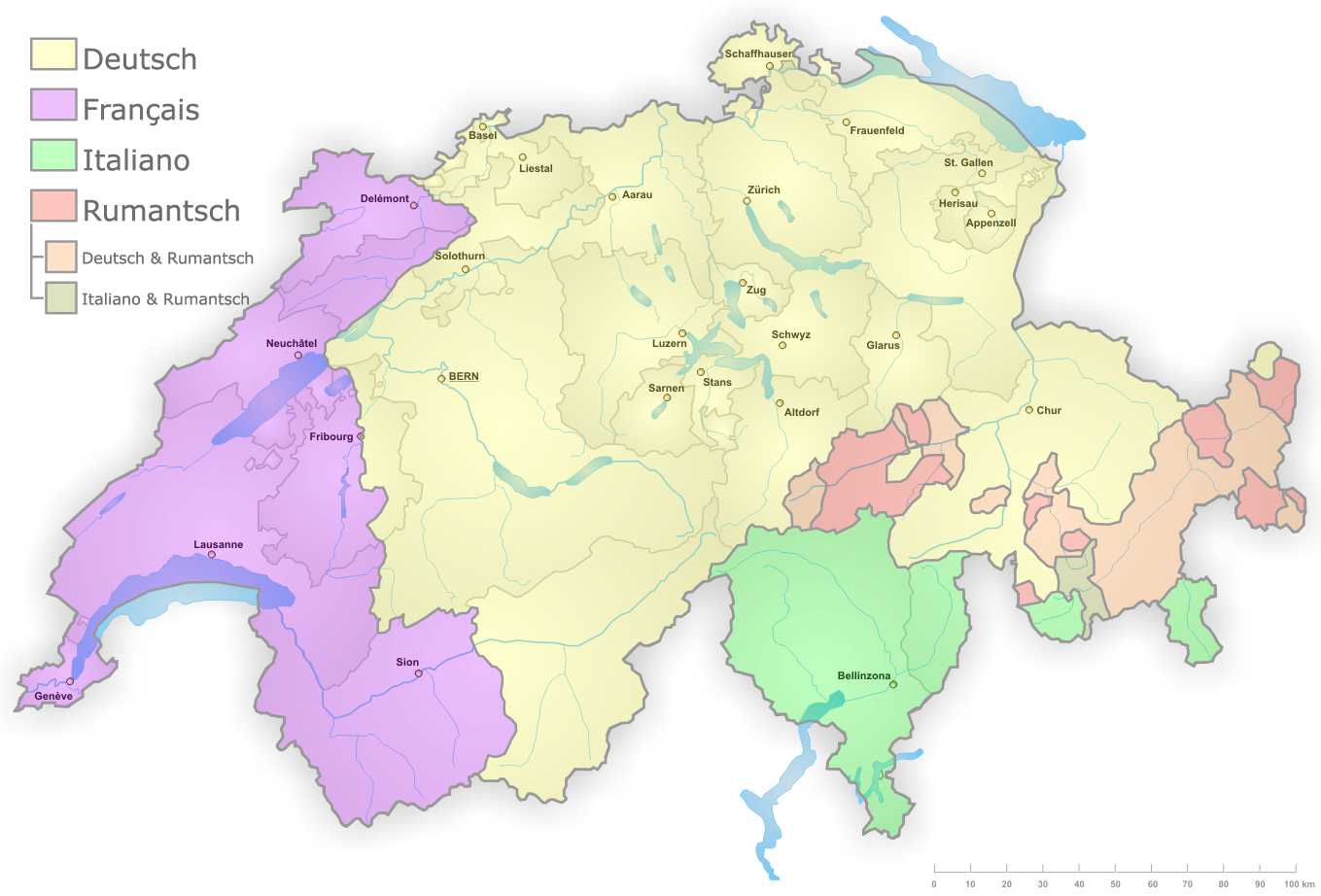
Карта языков Швейцарии; Романдия показана фиолетовым цветом.

Романдия, или Францу́зская Швейца́рия, также Романская Швейцария (фр. Suisse romande, Romandie; нем. Romandie, Welschland, Welschschweiz, Westschweiz; итал. Svizzera romanda; романш. Svizra romanda, Svizra franzosa) — франкоговорящая часть Швейцарии (этимологически сравните с Нормандией во Франции), расположенная на западе страны. Территориально покрывает швейцарские кантоны Женева, Во, Нёвшатель и Юра; а также франкоговорящие части кантонов Берн, Вале и Фрибур. В Романдии проживают всего около полутора миллионов человек или 20 % населения Швейцарии.

## Язык
Швейцарская версия французского языка практически ничем не отличается от французского, на котором говорят во Франции. Существуют некоторые различия в образовании числительных: например, в версии французского языка, на которой говорят во Франции, 90 образуется как четырежды-двадцать-десять (фр. quatre-vingt-dix), а в швейцарской версии существует слово фр. nonante и т. д.
Формально и юридически Романдия как регион не существует и никогда не существовал, но этот термин используется для обозначения и объединения франкоговорящих жителей Швейцарии. Специально для них существует государственный телевизионный канал ТСР (TSR — фр. Télévision Suisse Romande).